# Eresia melaina
Eresia melaina är en fjärilsart som beskrevs av Higgins 1981. Eresia melaina ingår i släktet Eresia och familjen praktfjärilar. Inga underarter finns listade i Catalogue of Life.